# 伊吉斯

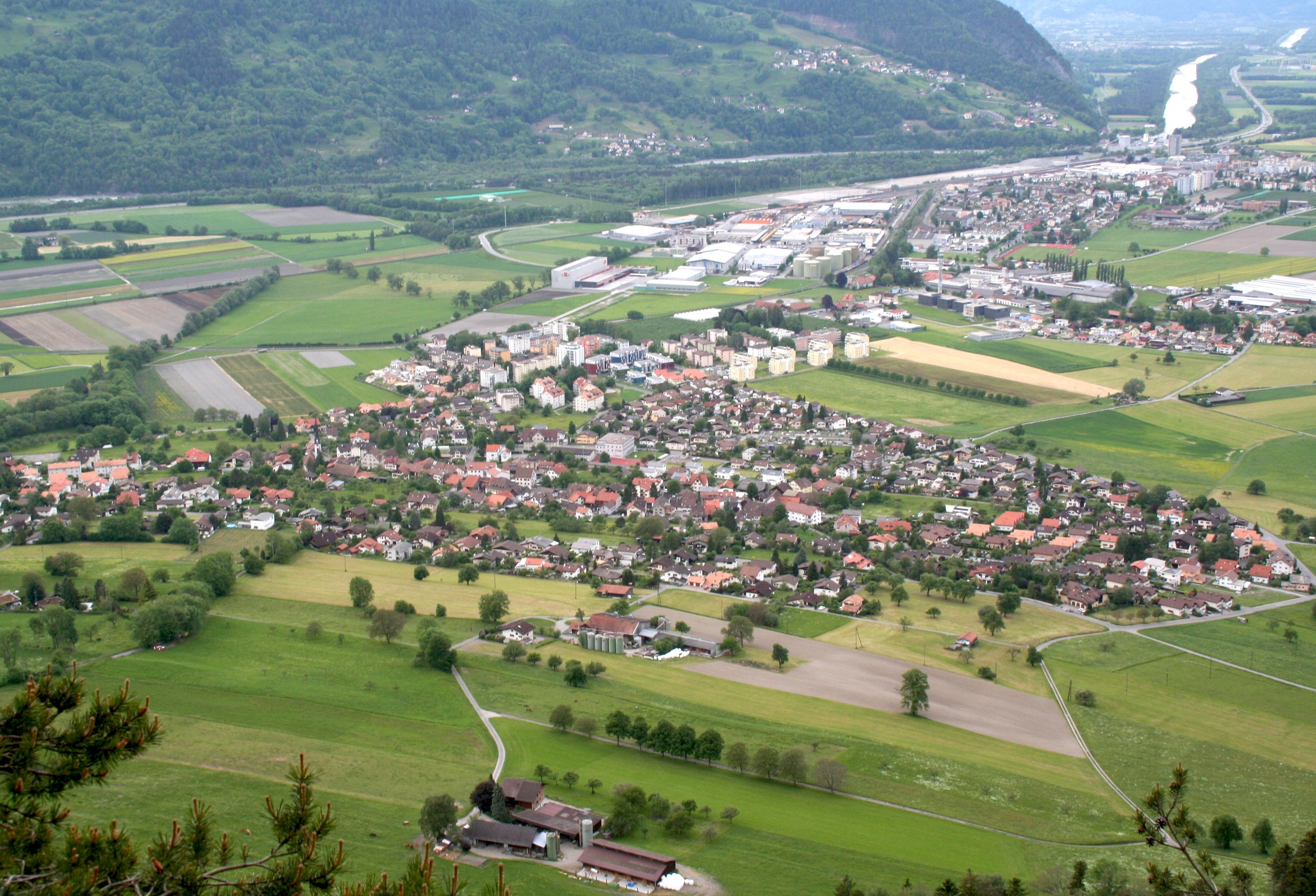

伊吉斯是瑞士的城鎮，位於該國東部，由格勞賓登州負責管轄，面積10.92平方公里，其中四成土地用作農業，海拔高度563米，2011年人口7,868，人口密度每平方公里721人。